# Paracoeria atridisca
Paracoeria atridisca là một loài bướm đêm trong họ Noctuidae.